# Bonnie
Bonnie – wieś w Stanach Zjednoczonych, w stanie Illinois, w hrabstwie Jefferson.